# Freestyle ai IX Giochi asiatici invernali - Big Air maschile
La gara del big air maschile si è svolta il 12 febbraio 2025 al Yabuli Ski Resort di Harbin, in Cina.

## Risultati
| Pos | Atleta          | Run 1 | Run 2 | Run 3 | Totale |
| --- | --------------- | ----- | ----- | ----- | ------ |
| 1   | Rai Kasamura    | 93.50 | 90.00 | DNI   | 183.50 |
| 2   | Yoon Jong-hyun  | 88.25 | 81.25 | DNI   | 169.50 |
| 3   | Shin Yeong-seop | 67.50 | 77.25 | 88.00 | 165.25 |
| 4   | Ruka Ito        | 81.75 | 78.25 | DNI   | 160.00 |
| 5   | Lin Hao         | 73.75 | 68.25 | 76.75 | 150.50 |
| 6   | Paul Vieuxtemps | 69.25 | 48.25 | 64.50 | 133.75 |
| 7   | Lee Seo-jun     | 57.25 | DNS   | DNS   | 57.25  |